# 格雷克勞德艾蘭鎮區 (明尼蘇達州華盛頓縣)
格雷克勞德艾蘭鎮區（英語：Grey Cloud Island Township）是位於美國明尼蘇達州華盛頓縣的一個行政鎮區。

## 地方資料
格雷克勞德艾蘭鎮區的面積為7.02平方千米，當中陸地面積為5.55平方千米，而水域面積為1.47平方千米。根據2020年美國人口普查的數據，當地共有人口283人，而人口密度為每平方千米40.31人。